# Élisa Tovati
Élisa Touati, dite Élisa Tovati, est une actrice, chanteuse et compositrice française née le 23 mars 1976 à Paris.

## Biographie
Elle naît le 23 mars 1976 à Paris d'un père dentiste français d'origine marocaine et d'une mère d'origine russo-polonaise. Dès l'âge de dix ans, elle rêve de devenir comédienne.
Elle grandit sur la Côte Fleurie en Normandie. À partir de 1991, elle prend des cours d'art dramatique au Cours Florent et au Studio Pygmalion.
En 2002, elle sort son premier album. C'est quatre ans plus tard, avec son deuxième album, qu'elle connaît le succès dans la musique. Le 14 juin 2006, elle épouse son compagnon, Sébastien Saussez, alors directeur général du Label Mercury. Ils ont deux enfants : Joseph, né le 23 décembre 2008 et Léo, né le 1er mars 2012.

### Actrice

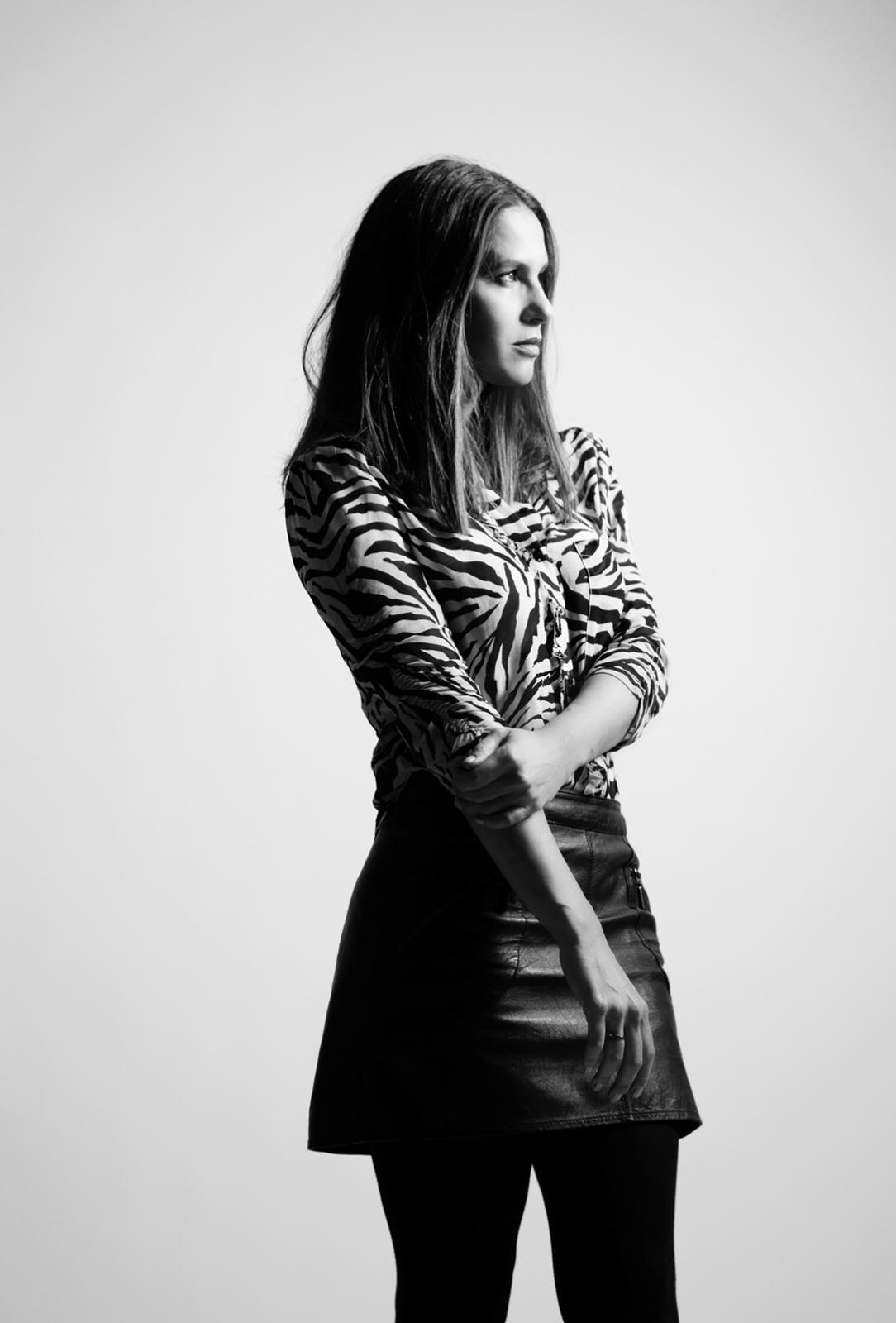

En 1993, à 17 ans, on lui permet de coprésenter l'émission de télévision Y'a pas d'lézard, puis de jouer dans plusieurs films et téléfilms.
Forte de son expérience télévisuelle, on offre à Élisa de faire ses débuts au cinéma dans le film Macho avec Javier Bardem du réalisateur espagnol Bigas Luna. Assistant en Espagne à la projection du film, elle découvre que le générique a écorché son nom de famille, en remplaçant le « u » par un « v » : Touati devient Tovati. Elle décide de le conserver[réf. nécessaire]. En 1996, elle tourne avec Roger Hanin au cinéma dans son film Soleil, avec Sophia Loren et Philippe Noiret.
En 2001, elle connaît un succès populaire au cinéma avec la comédie La Vérité si je mens ! 2 de Thomas Gilou : elle s'y voit offrir le rôle de Chochana Boutboul, la fille de Maurice Boutboul (Enrico Macias), et dont Serge Benamou (José Garcia) tombe amoureux avant de l'épouser. Elle compte parmi ses autres partenaires dans le film Richard Anconina, Bruno Solo, Gilbert Melki, Gad Elmaleh, et Daniel Prévost.
L'année suivante, elle apparaît dans le film Sexes très opposés d'Éric Assous. En 2003, elle joue également le rôle d'Iris Jansen dans Paul Sauvage aux côtés d'Olivier Marchal.
En 2006, elle joue dans le film 99 francs de Jan Kounen, où elle prend le rôle de Tamara, aux côtés de Jean Dujardin.
La même année, elle tient le rôle d'une fleuriste dans un épisode de Fabien Cosma.
En 2007, elle joue dans Zone libre aux côtés de Tsilla Chelton.
En 2008, elle est en tête d'affiche de la pièce Open Bed, au théâtre des Bouffes-Parisiens. Elle joue également dans Cyprien aux côtés de Élie Semoun. En 2012, elle reprend le rôle de Chochana Boutboul dans La Vérité si je mens ! 3.
En 2013, elle joue aux côtés de Nicole Garcia et Gaspard Ulliel dans Tu honoreras ta mère et ta mère de Brigitte Roüan.
En 2016, elle joue au Théâtre du Gymnase dans le rôle principal de La Fiancée orientale, qui est l'adaptation du livre Séfarades d'Eliette Abecassis.
En 2020, on la retrouve aux côtés d'Isabelle Nanty et Marilou Berry dans Munch sur TF1.

### Chanteuse
Passionnée de musique, elle chante en duo avec Calogero sur l'album Sol En Si. On lui offre par la suite d'enregistrer un premier album Ange Etrange chez Columbia Records avec des textes inspirés de Boris Vian, Juliette Gréco, Serge Gainsbourg, Alain Souchon, Laurent Voulzy, Michel Berger, Véronique Sanson, produit par Rick Allison, avec des chansons de Patrick Bruel et Roch Voisine.
En 2006, elle enregistre son second album Je ne mâche pas les mots chez Mercury Records. Les paroles de son single 9 mois sont issues d'un concours d'auteurs organisé sur son site internet remporté par un professeur d'économie. Emmanuel Beal, Marc Lavoine, Raphael, Daniel Darc, Vincent Baguian, Richard Seff ont également écrit des chansons sur cet album. La même année, Élisa Tovati se produit en concert en France en première partie du chanteur Marc Lavoine en mai, juin et juillet, puis en première partie de Laurent Voulzy à l'Olympia.

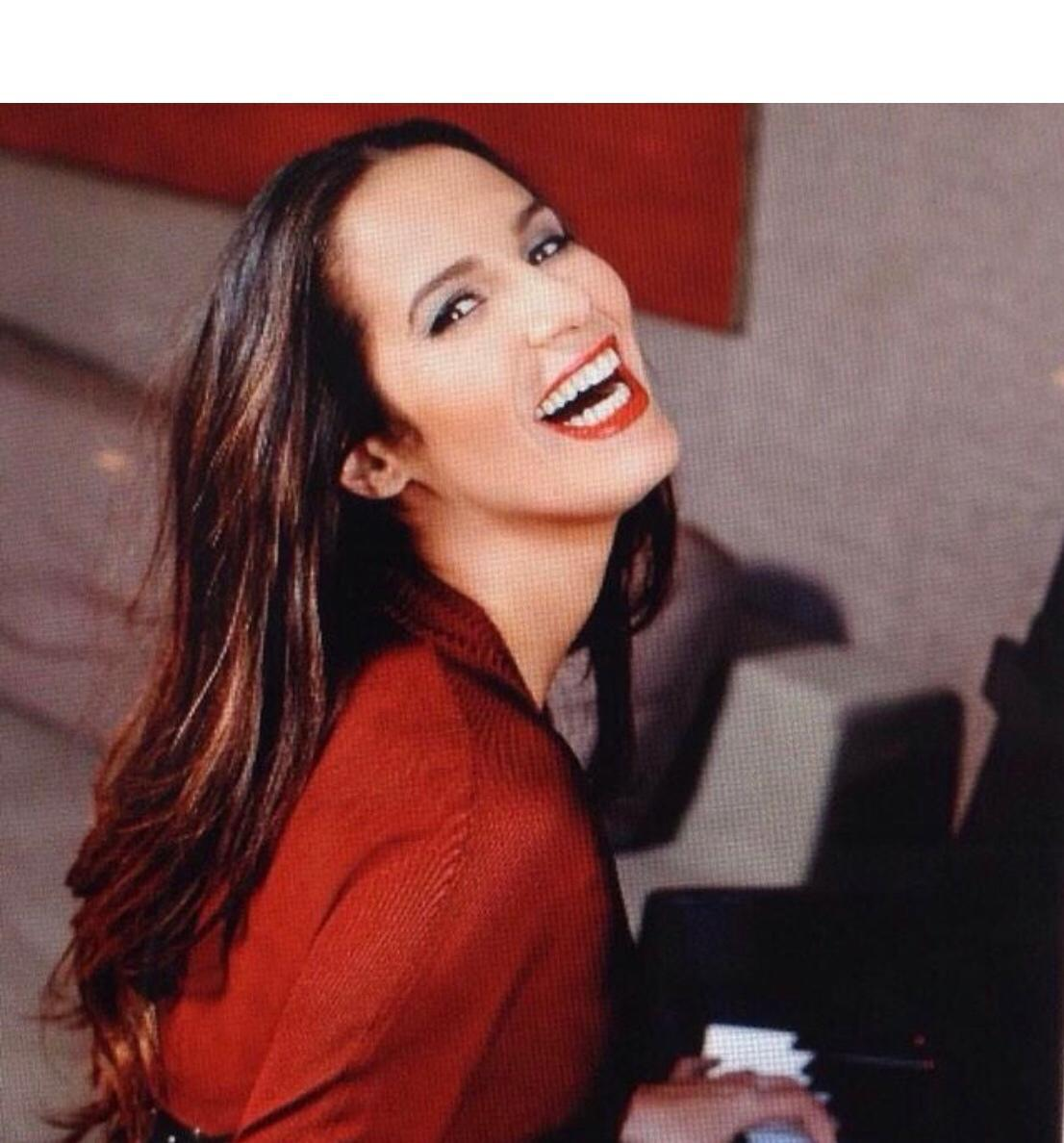

En juin 2011, paraît l'album Le syndrome de Peter Pan, dont est extrait le duo Il nous faut avec Tom Dice qui connaît un grand succès : classée no 6 des ventes de singles, la chanson est nommée aux NRJ Music Awards 2012 en tant que « Chanson francophone de l'année » et « Duo de l'année », et Élisa Tovati en tant que « Artiste féminine francophone de l'année ». L'album s'écoule à 45 000 exemplaires.
En février 2014, elle publie l'album Cabine 23, album concept autour du voyage d'une femme dans l'Orient Express à la découverte de ses origines. Après la vente de 6 000 exemplaires de cet album, sa maison de disques est contrainte de retirer de la vente les 8 000 CD restant en circulation, à la suite d'une mise en demeure de la SNCF qui accuse l'artiste de « parasiter » l'exposition sur l'Orient Express organisée au même moment à l'Institut du monde arabe.
À l'automne 2014, elle participe à la cinquième saison de l'émission Danse avec les stars sur TF1, aux côtés du danseur Christian Millette.
En mars 2016, elle annonce un nouvel album, Me and my robot, dont est extrait le titre Take me far away, sorti le 8 avril 2016.
Le 19 décembre 2018, plus de 70 célébrités se mobilisent à l'appel de l'association Urgence Homophobie. Elisa Tovati est l'une d'elles et apparaît dans le clip de la chanson De l'amour.
En mai 2019, paraît l'album Le coeur est la locomotive des filles émotives. Il s'ensuit un concert au Café de la Danse à Paris le 6 décembre pour fêter ses 20 ans de carrière et ses 5 albums.
En 2020, elle reçoit le prix de la « Chanson francophone la plus diffusée de la décennie » pour le titre Il nous faut.
Le 13 septembre 2023, elle participe à l'émission de télévision Tous avec le Maroc sur la chaîne M6, à la suite du tremblement de terre du 8 septembre dans la région de Marrakech.

## Théâtre
- 2008 : Open Bed, de David Serrano, mise en scène de Charlotte de Turckheim, adaptation de Laurent Ruquier, avec Titoff, au théâtre des Bouffes-Parisiens à Paris.
- 2017 : La Fiancée Orientale, d’Éliette Abécassis, mise en scène de Ninon Bretecher, avec Olivier Sitruk, au théatre du Gymnase à Paris.

## Filmographie

### Cinéma
- 1994 : Macho de Bigas Luna : Rita
- 1996 : Soleil de Roger Hanin : Mounette
- 2001 : La Vérité si je mens ! 2 de Thomas Gilou : Chochana Boutboul
- 2002 : Sexes très opposés d'Éric Assous : Annick
- 2006 : Zone libre de Christophe Malavoy : Mauricette
- 2007 : 99 francs de Jan Kounen (d'après le roman 99 francs de Frédéric Beigbeder) : Tamara
- 2007 : La Jeune Fille et les Loups de Gilles Legrand : Serena, danseuse
- 2009 : Cyprien de David Charhon : Aurore Diamentis
- 2011 : La Chance de ma vie de Nicolas Cuche : la mariée
- 2012 : La Vérité si je mens ! 3 de Thomas Gilou : Chochana Boutboul
- 2013 : Tu honoreras ta mère et ta mère de Brigitte Roüan : Rachel

### Télévision
- 1993 : Premiers Baisers, épisode 91 Les Loubards : Céline
- 1994 : Affreux, bêtes et très méchants de Jacky Cukier
- 1995 : Extrême Limite - 2 épisodes  (Silence troublant et Louise) : Louise
- 1995 : Les derniers mots (court-métrage)
- 1995 : Nestor Burma, saison 4 épisode 2 Le Cinquième Procédé réalisé par Joël Séria : Omaya (créditée Elisa Touati)
- 1995 : Navarro, saison 7 épisode 2 Le Choix de Navarro : Flo
- 1997 : Navarro, saison 8 épisode 3 Verdict : Valentina
- 1997 : Highlander : saison 5 épisode 14 Flamenco (Duende) : Gilda, une danseuse de flamenco
- 1998 : Au cœur de la loi (série) de Denis Malleval - dans 5 épisodes (La Sentence, En vert et contre tous, Les Voleuses, Échange de bons procédés, Les Nettoyeurs) : Nadia
- 2002 : Génération start-up d'Arnaud Sélignac
- 2002 : Merci mademoiselle de Laurent Gérard (court métrage)
- 2003 : Paul Sauvage de Frédéric Tellier : Iris
- 2004 : Imperium : Nerone : Poppée
- 2005 : Fabien Cosma (saison 5 épisode 2 Sans raison apparente) : Louise Monclar
- 2007 : A fond la caisse (court-métrage) : Wonder Woman
- 2011 : Comme tu lui ressembles (court-métrage) : Céline
- 2014 : 3 Mariages et 1 coup de foudre de Gilles de Maistre : Sarah
- 2015 : Nos chers voisins fêtent les vacances : Marjorie
- 2019 : Munch, saison 3 épisode 5 : Elodie Henri

### Doublage
- 2021 / 2023 : Harlem : Jill (Sherie Rene Scott) et voix additionnelles

## Émissions télévisées
- 2003 : Le Grand Blind Test sur France 2 : candidate
- 2007 : Élection de Miss France 2008 sur TF1 : jurée
- 2007 : Qui veut gagner des millions ? sur TF1 : candidate
- 2011, 2013, 2018 : N'oubliez pas les paroles ! sur France 2
- 2012 : Ma famille déchire sur Gulli : coprésentatrice avec Olivier Minne
- 2013 : Un air de famille sur France 2 : jurée
- 2014 : Saison 5 de Danse avec les stars sur TF1 : candidate
- 2014 : L'Œuf ou la Poule ? sur D8
- 2018 : Tout le monde joue sur France 2 : candidate
- 2018-2019 : Drôlement bêtes, les animaux en questions sur France 4 : participante
- 2021 : Good Singers sur TF1 : jurée

## Discographie

### Singles
- 2002 : Moi je t'aime pour rien
- 2002 : J'avance
- 2006 : Débile menthol
- 2006 : Un garçon facile
- 2007 : 9 mois
- 2007 : Ça ne sert à rien d'aimer
- 2010 : Le syndrome de Peter Pan
- 2011 : Il nous faut en duo avec Tom Dice
- 2011 : Tous les chemins
- 2012 : Comme
- 2013 : Eye liner
- 2014 : Tout le temps en duo avec Brice Conrad
- 2014 : S'embrasser
- 2016 : Take me far away
- 2017 : S.O.S
- 2018 : Toujours la même histoire avec Mark Weld
- 2019 : La Machine
- 2023 : Diabolo menthe
- 2024 : La Chanson d'Hélène avec Marc Lavoine
- 2024 : Une histoire d’amour
- 2024 : Sun
- 2024 : Drôle de vie avec Élodie Frégé

### Participations
- 2007 : Pour que tu sois libre avec Anggun, Leslie, Julie Zenatti, Natasha St Pier et Jennifer McCray
- 2008 : Dis-lui pour moi sur l'album Autrement dit
- 2011 : Des ricochets
- 2011 : Album Libres de chanter pour Paroles de Femmes
- 2013 : Et si avec Roch Voisine
- 2013 : Elle a fait un bébé toute seule sur l'album Génération Goldman volume 2 avec Mickaël Miro
- 2013 : Thérèse, Vivre d'Amour
- 2014 : Kiss and love
- 2014 : Tout doucement sur l'album Les enfants du Top 50
- 2014 : Désir, désir sur l'album Les enfants du Top 50 avec Joyce Jonathan, Brice Conrad et Mickaël Miro
- 2014 : Sa jeunesse sur l'album Aznavour, sa jeunesse avec Charles Aznavour, Vitaa, Soprano, Amel Bent et Black M
- 2017 : Méditerranéennes de Julie Zenatti
- 2018 : Debout les femmes
- 2024 : Minimum avec Amandine Bourgeois